# Australia's Next Top Model (settima stagione)

## Svolgimento
La settima stagione di Australia's Next Top Model è andata in onda sul canale FOX8 dall'8 agosto al 25 ottobre 2011, condotta dalla modella Sarah Murdoch (alla sua ultima stagione), affiancata nel ruolo di giudice da Alex Perry, Charlotte Dawson e Jez Smith.
Per la prima volta, vengono mostrate al pubblico ben 100 aspiranti concorrenti, tra le quali vengono selezionate 20 semifinaliste, ridotte poi al cast finale di 16 ragazze; queste, hanno vissuto insieme in una lussuosa casa a Sydney.
Un'altra è la novità apportata alla gara: per la prima volta, infatti, vengono aperte le porte alle modelle "taglie forti". La vincitrice di questa edizione, la diciassettenne Montana Cox, ha portato a casa un contratto con la "Chic Model Management", un servizio sulla rivista "Harper's Bazaar", un premio di 25,000 dollari dalla "U by Kotex", una Ford Fiesta e un viaggio a New York per incontrare gli addetti alla "NEXT Model Management".

## Riassunti

### Concorrenti
(L'età si riferisce al tempo della messa in onda del programma)
| Concorrenti                          | Età | Provenienza                      | Altezza | Posizione  |
| ------------------------------------ | --- | -------------------------------- | ------- | ---------- |
| Cassandra "Cassy" Phillips-Sainsbury | 17  | Bonnyrigg, Nuovo Galles del Sud  | 176 cm  | 16.        |
| Tayah Lee-Traub                      | 18  | Perth, Australia Occidentale     | 177 cm  | 15.        |
| Annaliese McCann                     | 16  | Shepparton, Victoria             | 177 cm  | 14./13.    |
| Alissandra Moone                     | 18  | Perth, Australia Occidentale     | 175 cm  | 14./13.    |
| Nyajame "Neo" Yakuac                 | 18  | Brisbane, Queensland             | 174 cm  | 12./11.    |
| Caroline Austin                      | 19  | Brisbane, Queensland             | 178 cm  | 12./11.    |
| Yolanda Hodgson                      | 22  | Sydney, Nuovo Galles del Sud     | 175 cm  | 10.        |
| Jessica "Jess" Bush                  | 19  | Brisbane, Queensland             | 175 cm  | 9./8.      |
| Amelia Coutts                        | 18  | Sydney, Nuovo Galles del Sud     | 176 cm  | 9./8.      |
| Madeline Huett                       | 22  | Launceston, Tasmania             | 172 cm  | 7.         |
| Isabelle Faith "Izzy" Vesey          | 21  | Gold Coast, Queensland           | 182 cm  | 6./5.      |
| Abbey "Hazel" O'Connell              | 16  | Bathurst, Nuovo Galles del Sud   | 177 cm  | 6./5.      |
| Rachel Riddell                       | 18  | Melbourne, Victoria              | 183 cm  | 4.         |
| Simone Holtznagel                    | 17  | Wollongong, Nuovo Galles del Sud | 175 cm  | 3.         |
| Elizabeth "Liz" Braithwaite          | 17  | Brisbane, Queensland             | 182 cm  | Runner-up  |
| Montana Cox                          | 17  | Melbourne, Victoria              | 179 cm  | Vincitrice |

## Riassunti

### Ordine di eliminazione
| 1  | Rachel     | Yolanda    | Liz        | Montana    | Montana  | Rachel   | Simone   | Hazel    | Montana | Montana | Montana | Montana |  |  |  |  |
| 2  | Izzy       | Montana    | Yolanda    | Madeline   | Liz      | Liz      | Izzy     | Montana  | Liz     | Liz     | Liz     | Liz     |  |  |  |  |
| 3  | Jess       | Neo        | Jess       | Rachel     | Simone   | Izzy     | Rachel   | Liz      | Simone  | Simone  | Simone  |         |  |  |  |  |
| 4  | Madeline   | Izzy       | Rachel     | Hazel      | Hazel    | Hazel    | Hazel    | Simone   | Rachel  | Rachel  |         |         |  |  |  |  |
| 5  | Caroline   | Liz        | Amelia     | Simone     | Jess     | Montana  | Montana  | Rachel   | Hazel   |         |         |         |  |  |  |  |
| 6  | Yolanda    | Alissandra | Simone     | Amelia     | Madeline | Madeline | Madeline | Izzy     | Izzy    |         |         |         |  |  |  |  |
| 7  | Amelia     | Madeline   | Montana    | Caroline   | Rachel   | Simone   | Liz      | Madeline |         |         |         |         |  |  |  |  |
| 8  | Neo        | Jess       | Neo        | Jess       | Amelia   | Amelia   | Amelia   |          |         |         |         |         |  |  |  |  |
| 9  | Liz        | Amelia     | Madeline   | Yolanda    | Yolanda  | Jess     | Jess     |          |         |         |         |         |  |  |  |  |
| 10 | Montana    | Tayah      | Hazel      | Izzy       | Izzy     | Yolanda  |          |          |         |         |         |         |  |  |  |  |
| 11 | Hazel      | Simone     | Annaliese  | Liz        | Caroline |          |          |          |         |         |         |         |  |  |  |  |
| 12 | Alissandra | Annaliese  | Caroline   | Neo        | Neo      |          |          |          |         |         |         |         |  |  |  |  |
| 13 | Tayah      | Caroline   | Izzy       | Alissandra |          |          |          |          |         |         |         |         |  |  |  |  |
| 14 | Annaliese  | Rachel     | Alissandra | Annaliese  |          |          |          |          |         |         |         |         |  |  |  |  |
| 15 | Cassy      | Hazel      | Tayah      |            |          |          |          |          |         |         |         |         |  |  |  |  |
| 16 | Simone     | Cassy      |            |            |          |          |          |          |         |         |         |         |  |  |  |  |

- Nel 2º episodio vengono selezionate le 16 concorrenti del cast finale
- Nel 5º episodio le ragazze in ballottaggio erano tre anziché due
- Nel 6º episodio Caroline e Neo sono al ballottaggio ed entrambe vengono eliminate
- Nel 7º episodio tre ragazze finiscono al ballottaggio, ma ne viene eliminata soltanto una
- Nell'8º episodio tre ragazze sono al ballottaggio anziché due
- Nel 10º episodio Hazel e Izzy sono al ballottaggio ed entrambe vengono eliminate

     La concorrente viene eliminata
     La concorrente vince la competizione

### Servizi
- Episodio 1 Photoshoot: Beauty Shots al naturale (Casting)
- Episodio 2 Photoshoot: Alta moda glamour al castello di Vaux-le-Vicomte (Semifinale)
- Episodio 3 Photoshoot: In costume posando con schizzi d'acqua
- Episodio 4 Photoshoot: Imitando Lady Gaga in una bara
- Episodio 5 Photoshoot: Abbigliamento colori pastello per "Sunday Magazine"
- Episodio 6 Photoshoot: Campagna pubblicitaria Blackmores su un prato
- Episodio 7 Photoshoot: Abbigliamento tribale sull'Isola dei canguri
- Episodio 8 Photoshoot: Sul treno
- Episodio 9 Photoshoot: Ricoperte di vernice rosa insieme a dei modelli
- Episodio 10 Photoshoot: Lingerie vintage
- Episodio 11 Photoshoot: Alta moda a Cockatoo Island su una gru
- Episodio 12 Photoshoots: Servizio d'alta moda sulle strade di Al Bastakiya / Alta moda nel deserto
- Episodio 13 Photoshoot: Copertina "Harper's Bazaar"